# Apor (hadvezér)
Apor 10. századi magyar hadvezér. A 14. századi krónika-kompozíció szerint ő volt a Bizáncot támadó magyar seregnek a vezére 959-ben, amelyikhez Botond vitéz története is kapcsolódik. Az Apor nemzetség névadó őse.
Fontos szerepét jelzi, hogy a 955-ös augsburgi vereség utáni helyzetben az új fejedelem, Taksony a Duna nyugat felől védettebb bal partján folytatta szállásváltó életmódját, Apor viszont a jobb parton, hogy így is védje a fejedelmi szállásokat. Téli szállása a későbbi Tolna vármegye területén volt, ahol nemzetségének később legfontosabb birtokai feküdtek, nyári szállása pedig Szentendre mellett.
958-ban Bizánc alá vonult egy magyar sereggel, hogy beszedje a szokásos adót, Bizánc azonban megtagadta ezt, s a legenda szerint ekkor került sor Botond párviadalára. A császár megtagadta az adót, mire a magyar sereg zsákmányolva hazatért. Ezzel véget ért a magyar-bizánci szövetség, amely Bizáncnak a bolgárok hátában levő magyarok miatt volt fontos. Ezután a magyarok az erdélyi Zombor gyula kivételével elfordultak az ortodox kereszténységtől is.
A hadjárat végkifejletét Theophanész 963-ban készült világkrónikája mondja el, miszerint a Thrákiát végig rabló, Bizáncig száguldó magyarokat egy éjjel a táborukra törve támadta meg egy bizánci sereg, szétverte és a zsákmányuktól megfosztotta őket. A sereg vezére Pothosz Argürosz patrikiosz, az őrségek domesztikosza volt, és csatlakozott hozzá három bizánci thema (Bukellarioi, Opszikion és Thrakeszion) hadvezére is.
Elképzelhető, hogy hosszú életet élt, és megérte István király korát, mivel a tőle származó nemzetséget róla nevezték el.